# Kirkeprovins
En kirkeprovins er i Den romersk-katolske kirke et område med fælles ærkebiskop eller metropolit.

## Den nordiske kirkeprovins
Indtil 1104 var engelske og tyske ærkebisper i strid om overhøjheden over de nordiske katolikker.
I 1104 blev der oprettet en nordisk kirkeprovins med den danske biskop Asser i Lund som ærkebiskop.
I 1153 blev Norge (med Isle of Man, Orkneyøerne, Shetlandsøerne, Færøerne, Island og Grønland) udskilt som en særlig kirkeprovins. Biskoppen ved Nidarosdomen i Trondheim blev ærkebiskop.
I 1164 fik biskoppen af Uppsala en fortrinsstilling frem for de andre svenske biskopper. Ærkebiskoppen af Lund bevarede dog sin stilling som primas (den første) både for den svenske og den danske kirkeprovins.

## Den danske kirkeprovins
Den danske kirkeprovins bestod af ni bispedømmer:
- Vendelbo bispedømme: Thysyssel og Vendsyssel. Biskoppen boende først i Vestervig, senere i Børglum.
- Viborg bispedømme: Sallingsyssel (med Mors), Himmerland og Ommersyssel.
- Århus bispedømme: Åbosyssel og Lover Syssel.
- Ribe bispedømme: Hardsyssel, Jellingsyssel, Almindsyssel og Vardesyssel. Fra Margrete 1.s tid hørte de Kongerigske enklaver i Sønderjylland også med til Ribe bispedømme.
- Slesvig bispedømme: Barvid-, Ellum- og Isted Sysler, Nordfrisland samt landet mellem Dannevirke og Ejderen.
- Odense bispedømme: Fyn, Langeland, Lolland, Femern og Falster.
- Roskilde bispedømme: Sjælland, Møn og Rügen
- Lund bispedømme (direkte under ærkebiskoppen): Skåne, Halland, Blekinge og Bornholm.
- Estlands bispedømme: Varierende udstrækning.

Ved reformationen i 1536 mistede superintendenten (biskoppen) i Lund titlen af ærkebiskop. Til gengæld blev superintendenten over Sjællands Stift ("Sjællands biskop", med residens i København) primus inter pares (den første blandt ligemænd) blandt de danske evangelisk-lutherske biskopper. Dette betyder, at Københavns biskop siden 1922 er Folkekirkens primas.
| Kristendom | Spire Denne artikel om kristendom er en spire som bør udbygges. Du er velkommen til at hjælpe Wikipedia ved at udvide den. |